# جلال پژمان
جلال پژمان (۸ خرداد ۱۳۰۱ – ۱ آذر ۱۳۸۹) سپهبد نیروی زمینی شاهنشاهی و آخرین رئیس اداره چهارم ستاد بزرگ ارتشتاران از امضا کنندگان اعلامیه بی‌طرفی ارتش در ۲۲ بهمن ۱۳۵۷ بود. وی پس از پیروزی انقلاب توسط انقلابیون دستگیر و زندانی شد و پس از مدتی آزاد شد.